# Monumento a las Víctimas del Comunismo - Canadá, una tierra de refugio
El Monumento a las Víctimas del Comunismo - Canadá, una tierra de refugio es un monumento controvertido que se encuentra actualmente en construcción en Ottawa, Ontario, Canadá. Originalmente se iba a erigir en un sitio entre la Corte Suprema de Canadá y la Biblioteca Nacional de Canadá, pero en diciembre de 2015, la ministra de Patrimonio canadiense Mélanie Joly sugirió que la Comisión Nacional de la Capital en su lugar aprobara un espacio de 500 metros cuadrados. El sitio esta a medio kilómetro al oeste, en el Jardín de las Provincias y Territorios. Según el cronograma revisado, se llevó a cabo un concurso nacional en 2016 y 2017 para seleccionar un nuevo diseño para el monumento. El sitio se dedicó en una ceremonia celebrada el 2 de noviembre de 2017. La construcción comenzó a principios de noviembre de 2019 and is expected to be completed by the summer of 2020. El sitio se dedicó en una ceremonia celebrada el 2 de noviembre de 2017. La construcción comenzó a principios de noviembre de 2019.
Joly se quejó de que el anterior gobierno de Harper había hecho que el proyecto fuera demasiado controvertido. El nuevo gobierno progresista ha movido el sitio y recortado su presupuesto. Ella dijo:
Los monumentos conmemorativos juegan un papel clave al reflejar el carácter, la identidad, la historia y los valores de los canadienses. Deben ser lugares de reflexión, inspiración y aprendizaje, no envueltos en controversias ".
El diseño ganador se anunció en mayo de 2017 como Arc of Memory diseñado por el arquitecto de Toronto Paul Raff en asociación con el diseñador y arbolista Michael A. Ormston-Holloway, y los arquitectos paisajistas Brett Hoornaert y Luke Kairys. y fue descrito por el comité de selección de la siguiente manera:
El Arco de la Memoria cuenta con dos marcos de metal con forma de pared que se curvan suavemente, con un total de 21 metros de longitud y casi 4 metros de altura. Las paredes soportan más de 4000 varillas cortas de bronce dispuestas densamente a lo largo de 365 aletas de acero, cada una apuntando a un ángulo único del sol, para cada hora de cada día, durante un año.
El monumento se dividiría por la mitad en el solsticio de invierno, el día más oscuro del año, invitando a los visitantes a atravesar un viaje metafórico desde la oscuridad y la opresión a la ligereza y la libertad.

## Origen
En 2007, el Secretario de Estado para el Multiculturalismo Jason Kenney recorrió Masaryktown, un parque privado propiedad de la comunidad checa y eslovaca en Toronto, con el embajador checo Pavel Vosalik y vio Crucified Again, una estatua de un hombre torturado crucificado con una  hoz y un martillo, en conmemoración víctimas de la opresión soviética. Kenney le comentó al embajador que el público debería poder ver tal monumento y discutieron la idea de crear un monumento en Ottawa, Ontario.
Tribute to Liberty se fundó al año siguiente como una organización benéfica con la misión de construir un monumento a las víctimas del comunismo. Su junta directiva de 9 miembros está compuesta por miembros de comunidades etnoculturales y cuyas familias provienen de varios estados anteriores o aún comunistas. El presidente fundador del grupo fue Philip Leong, quien se había postulado como candidato de la conservadora Alianza Canadiense en las elecciones federales de 2000 y es descrito por el National Post como amigo de Kenney y admirador de Stephen Harper. Alide Forstmanis, tesorera del grupo que también se ha desempeñado como presidente, se postuló para la nominación del Partido Conservador de Canadá en Kitchener — Waterloo en 2007, mientras que otro exdirector, Wladyslaw Lizon, fue elegido miembro conservador del Parlamento.
La Comisión de la Capital Nacional, en 2009, aprobó la propuesta para construir el monumento en la Región de la Capital Nacional con un sitio específico que se determinará posteriormente. Sugirió modificar el nombre del monumento, que originalmente era "Monumento a las víctimas del comunismo totalitario: Canadá, una tierra de refugio", para que conmemorara a las víctimas de regímenes opresivos en general, pero Tributo a la libertad se negó, sin embargo, el término "totalitario" fue caído.

## Sitio y diseño
En 2011, la Comisión Nacional de la Capital aprobó un sitio para el monumento en el Jardín de las Provincias y Territorios sin embargo, en 2012, el entonces gobierno federal conservador anunció que el monumento se construiría en su lugar en una parcela de terreno más prominente entre la Corte Suprema de Canadá y la Biblioteca Nacional de Canadá que había sido designada durante más de un siglo como la ubicación futura de una nueva corte federal. En 2014, la presidenta del Tribunal Supremo Beverley McLachlin expresó su preocupación de que el monumento "podría enviar un mensaje equivocado dentro del recinto judicial, transmitiendo involuntariamente una sensación de desolación y brutalismo que es inconsistente con un espacio dedicado a la administración de justicia".
A finales de 2014 se seleccionó un diseño que consistía en una serie de filas de hormigón plegadas con 100 millones de "cuadrados de memoria" para conmemorar a las víctimas.       Un miembro del jurado de selección de diseño, la arquitecta Shirley Blumberg, se quejó de que el conjunto de propuestas que el jurado tuvo que seleccionar era "pobre" y que "la que fue seleccionada por el jurado fue, creo, particularmente brutalista y visceral".
En junio de 2015, la Comisión Nacional de la Capital revisó el diseño, reduciendo su tamaño para que cubriera el 37% del sitio en lugar del 60%, reduciendo el número de filas de concreto plegado a cinco de siete, reduciendo su altura de 14 metros a 8 metros, y alejarlo de Wellington Street y cambiar su enfoque para contar la historia de los refugiados de los estados comunistas.

## Nuevo gobierno y desguace de la propuesta original
El gobierno conservador de Stephen Harper había prometido $ 3 millones para la construcción del proyecto, y el monto restante lo recaudará Tribute to Liberty. Sin embargo, después de las elecciones federales de 2015, que resultaron en la toma de posesión de un nuevo gobierno progresista liderado por Justin Trudeau, se informó que ningún dinero del gobierno se destinaría al proyecto. Posteriormente, sin embargo, se anunció que la construcción del proyecto se había limitado a un costo total de $ 3 millones, reducido de $ 5,5 millones, con la contribución del Departamento de Patrimonio Canadiense con un límite de $ 1,5 millones y el resto a cargo de Tribute a Liberty, reduciendo así el compromiso financiero del gobierno a la mitad de su compromiso anterior.
Además, el ministro de Patrimonio, Joly, ha pedido que se elija un nuevo diseño para el monumento con la participación del público en general "desde el inicio del proceso de diseño hasta la selección final".
El 17 de diciembre de 2015, el gobierno solicitó que el sitio del monumento se trasladara al Jardín de las Provincias y Territorios y que se eligiera un nuevo diseño. El 20 de enero de 2016, la Comisión Nacional de la Capital rescindió su aprobación anterior para el sitio de la Corte Suprema de Canadá. Además, el Royal Architectural Institute of Canada (RAIC) anunció que había suspendido su caso judicial contra la NCC, que habría impugnado su aprobación del sitio de la Corte Suprema de Canadá declarando: "La RAIC está encantada de poner fin a los procedimientos legales y esperamos que se proponga una conmemoración más apropiada ".
En febrero de 2016, el gobierno federal abrió una encuesta en línea que preguntaba a los canadienses sus opiniones sobre el monumento propuesto; los resultados se transmitieron a los equipos de diseño.
Los diseños de los cinco finalistas del monumento, rebautizado como Canadá: un lugar de refugio, se dieron a conocer el 2 de marzo de 2017 y el ganador se anunció en mayo. El monumento reconocerá el "papel de Canadá como un lugar de refugio para las personas que huyen de la injusticia y la persecución, y honrará a los millones oprimidos por los regímenes comunistas". The monument was expected to be completed by late 2018 or early 2019, but work finally commenced in November 2019.